# Technologies comparées des orgues électroniques
 (avril 2021).
Si vous disposez d'ouvrages ou d'articles de référence ou si vous connaissez des sites web de qualité traitant du thème abordé ici, merci de compléter l'article en donnant les références utiles à sa vérifiabilité et en les liant à la section « Notes et références ».
Ce tableau ne reprend pas les technologies primitives de tous les orgues électroniques, mais se limite à comparer les technologies appliquées à la réalisation d'instruments de musique électronique destinés à imiter l'orgue classique à tuyaux.
|                                       | Orgues à "roues phoniques" (magnétiques/électrostatiques/optiques)                                                  | Orgues à oscillateurs électroniques | Orgues-synthétiseurs                                                                                    | Orgues numériques                                                                                            | Orgues virtuels (logiciels sur ordinateur) |
| Années des premières réalisations     | 1935 | 1939 : à tubes à vide 1958 : à transistors | ~1975                                                                                                   | 1971 | ~2000 |
| Génération du son                     | électromécanique | analogique | analogique ou hybride                                                                                   | numérique | numérique |
| Composants utilisés                   | moteurs, engrenages, courroies, disques, tubes à vide ou transistors, composants passifs (R, L, C, transformateurs) | tubes à vide ou transistors, composants passifs (R, L, C, transformateurs), circuits intégrés.                                                             | transistors, circuits intégrés analogiques, circuits intégrés spécialisés, composants passifs (R, L, C) | microprocesseurs, DSP, ROM, RAM, DAC, circuits intégrés spécialisés                                          | Ceux d'un ordinateur individuel |
| Génération des fréquences             | par réglage de la vitesse de rotation des disques                                                                   | - un ou plusieurs oscillateurs accordés par note ou - série de 12 oscillateurs accordés et diviseurs de fréquence.                                         | oscillateurs commandés en tension (VCO) ou numériquement                                                | par calcul                                                                                                   | par calcul |
| Génération des timbres                | Lecture d’une forme de son gravée sur piste circulaire                                                              | - formes élémentaires d'ondes des oscillateurs : sinus, triangle, carré, rectangle, dent de scie - par filtrage passif (condensateurs, selfs, résistances) | Par synthèse ou par filtrage dynamique (VCF)                                                            | Lecture d’un échantillon numérique de tuyau d’orgues non identifiées (enregistrement fait en chambre sourde) | - Lecture d’un ou de plusieurs échantillons numériques par tuyau, orgues identifiées (enregistrement fait dans l'acoustique naturelle) et/ou : - modélisation physique des tuyaux et de son environnement |
| Réalisme                              | Pas d’attaque, tenue droite ou tremolo, pas de queue ou réverbération artificielle.                                 | Non réaliste. Son sec et continu, pas d’attaque ni de queue                                                                                                | Enveloppe de simulation d’attaque et de queue uniforme                                                  | Parfait (reproduction exacte, sauf la réverbération numérique ajoutée                                        | Parfait (reproduction fidèle, acoustique d'origine préservée) |
| Claviers                              | Pas de son dans les contacts du clavier                                                                             | Le son passe par les contacts du clavier | Pas de son dans les claviers                                                                            | Pas de son dans les claviers, pas de contact (détecteur à effet Hall)                                        | - Pas de clavier - Nécessite de connecter un (ou plusieurs) clavier-maître à l'ordinateur via une interface MIDI ou USB                                                                                   |
| Tempérament                           | Fixe ou variable selon modèle                                                                                       | Fixe mais modifiable en accordant les oscillateurs (très long à réaliser)                                                                                  | Modifiable (selon les modèles)                                                                          | Modifiable                                                                                                   | d'origine, Modifiable |
| Stabilité                             | Stable | Instable : dérive due à l’échauffement des composants | Stable                                                                                                  | Stable | Stable, reproduction virtuelle des houpements |
| Bruit                                 | Léger bruit de fond et souffle.                                                                                     | Souffle audible de l’oscillateur général dont on entend constamment toutes les notes en bruit de fond. Clic de contact des claviers                        | Très peu                                                                                                | Aucun | Bruit de soufflerie et bruits mécaniques originaux (débrayables) |
| Canaux                                | Monophonique ou quadriph. (modèle recording:gammes partagées en 4 + 1 voie basse)                                   | Monophonique | Stéréophonique                                                                                          | Multicanaux, de 4 à 12 voies (voire plus), son codé THX                                                      | Multicanaux |
| Polyphonie                            | entièrement polyphonique                                                                                            | entièrement polyphonique | polyphonie limitée                                                                                      | polyphonie ± importante selon modèle                                                                         | polyphonie selon capacité informatique |
| Chambre de réverbération artificielle | Analogique à ressorts, niveau ajustable.                                                                            | Analogique agissant après préamplification | | Numérique, réaliste                                                                                          | - réverbération naturelle incluse ou non dans les échantillons - réverbération à convolution ou algorithmique                                                                                             |
| Exemples d'orgues                     | - Hammond B3 (1955) / magnétique - Lichtton-Orgel (1936) / optique - orgues Dereux (~1960's) / electrostatique      | | | - Allen 303 (1971) - Rodgers - Johannus - Viscount                                                           | - Hauptwerk - Aeolus - GrandOrgue |

## Schémas de fonctionnement des principales technologies

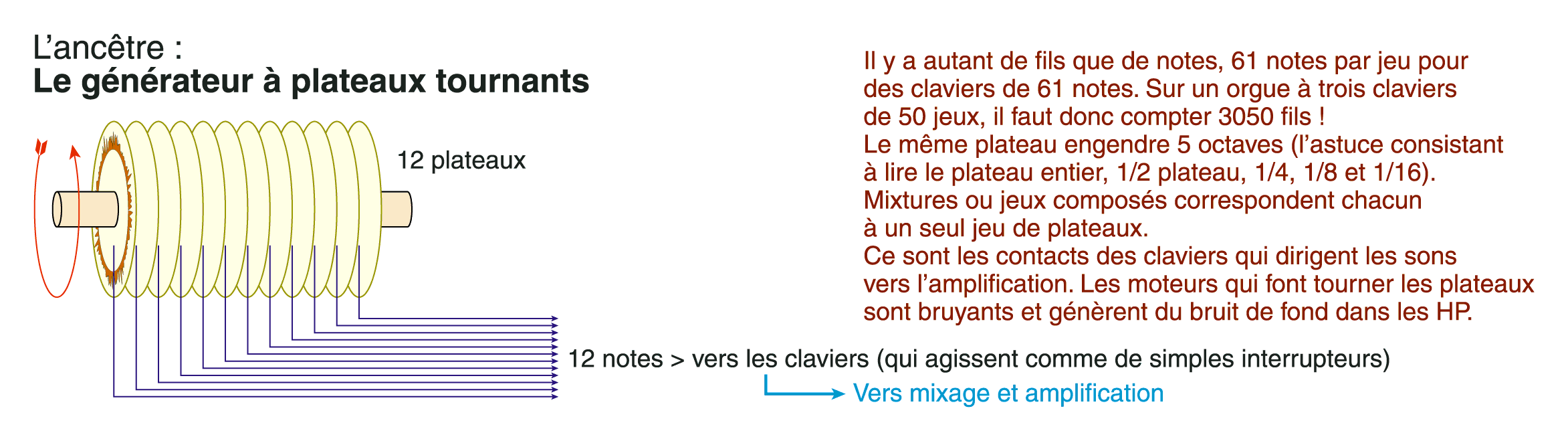
Technologie analogique à plateaux
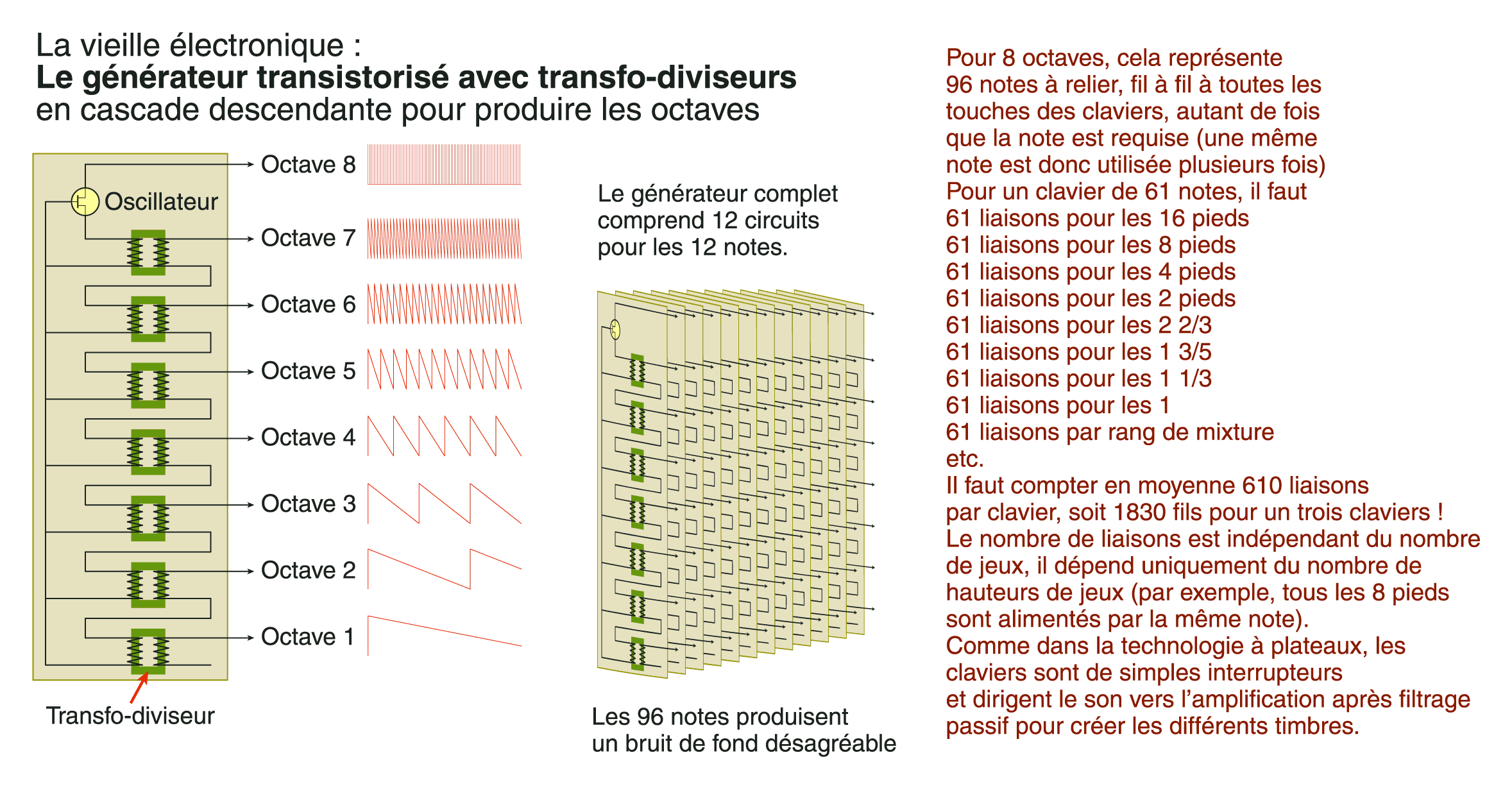
Technologie à oscillateurs
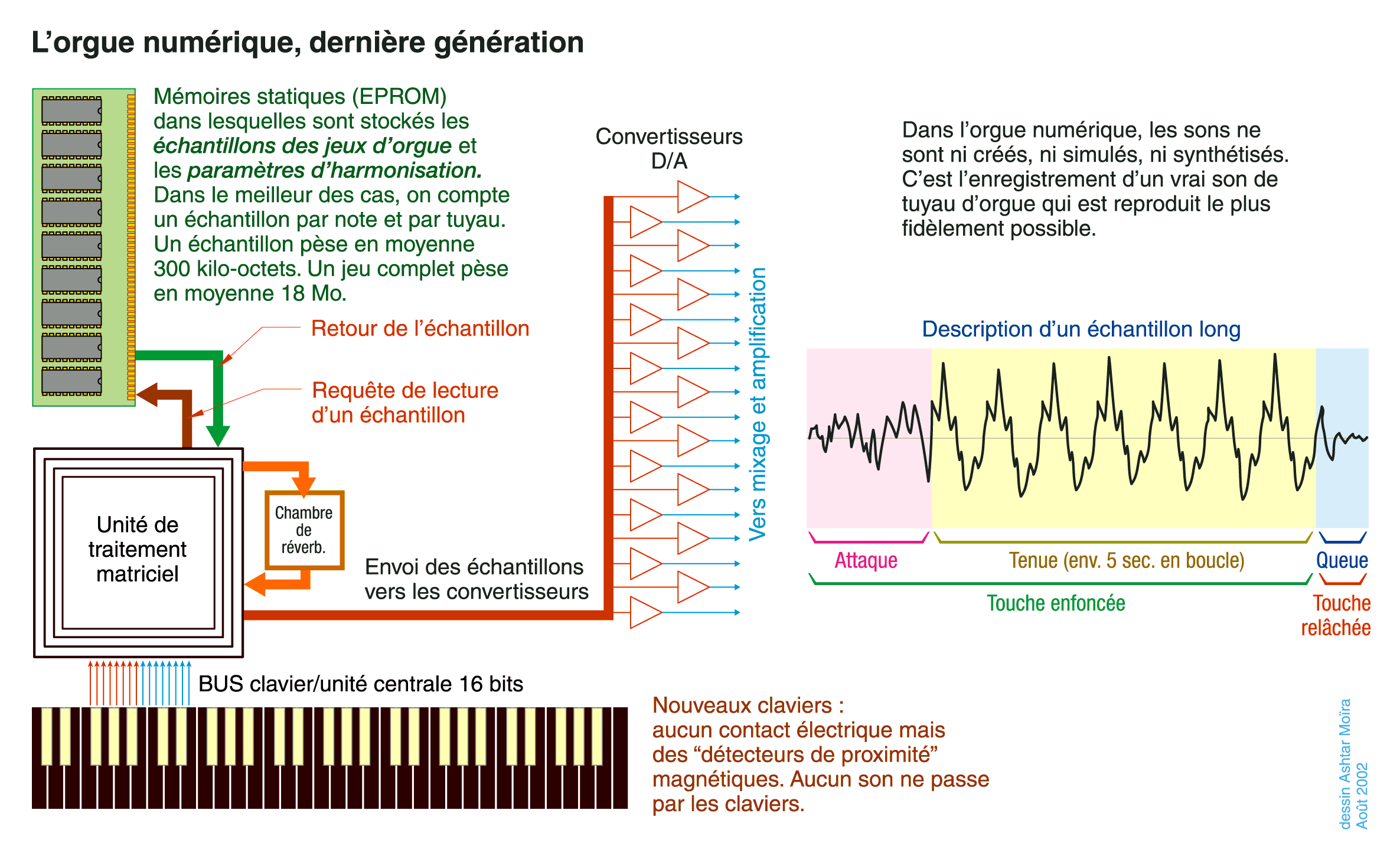
Technologie numérique à échantillons